# 阿剌克涅
阿剌克涅（Αράχνη），或譯為阿拉克妮，是一位羅馬神話中的人物。

## 神話事蹟

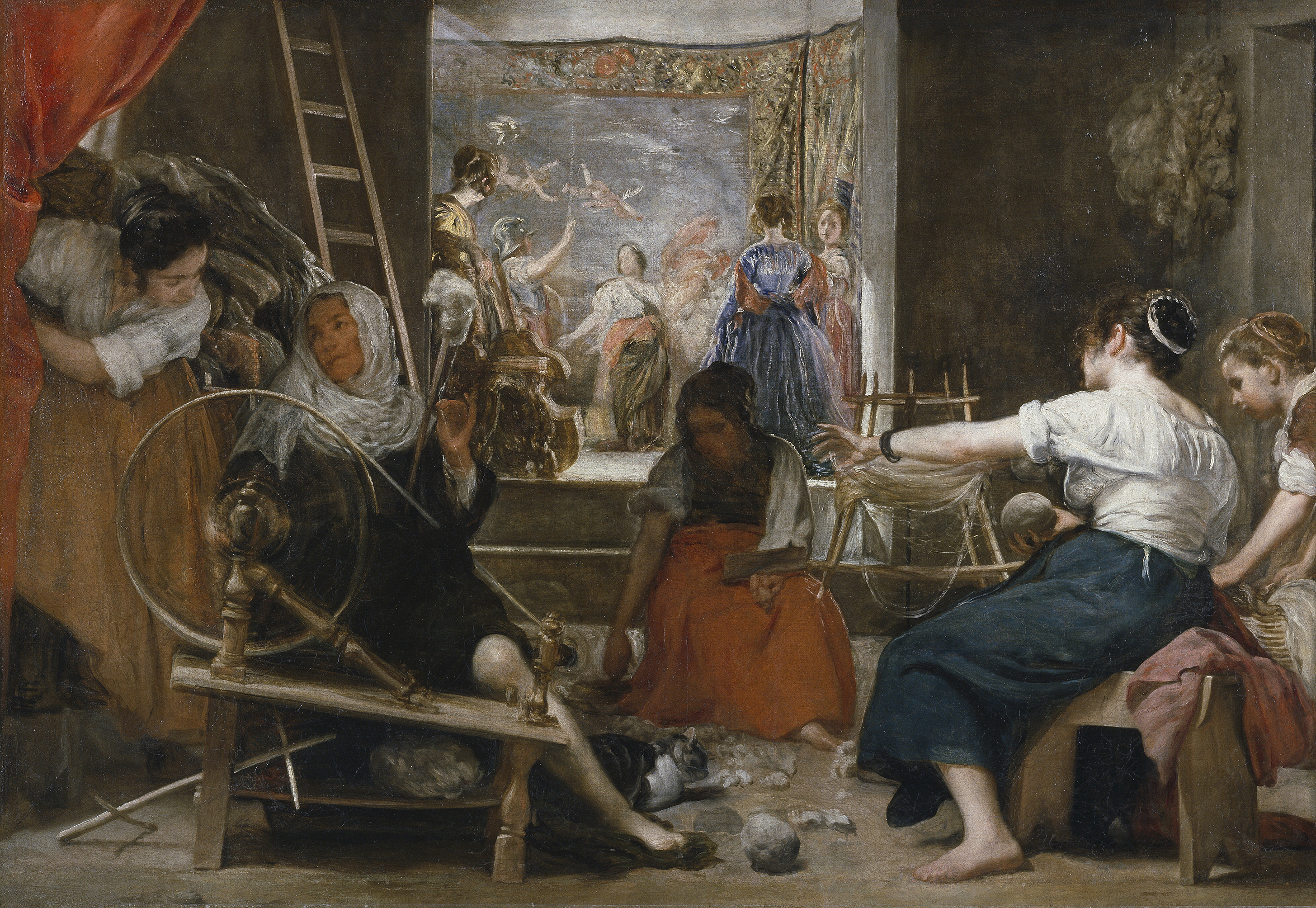

罗马神话中，人間有个名叫阿拉克涅的女人，她有一雙極度擅長编织和刺绣的巧手，每当她工作时，就连林中和喷泉中的神女们都忍不住前来观看。
人们總是说她是女神密涅瓦亲手教出來的學生。可是阿拉克涅並不同意這個說法，她不喜歡旁人說他是女神的学生。
“让密涅瓦来与我比试一下吧”她说道“如果我输了，我願意受罚”。
密涅瓦听到这个消息很不高兴。她变成了一个老婆婆来到阿拉克涅那儿并向她提出友好的忠告「我有许多经验，希望你不要忽視我的劝告。」「你若想要，就和你的人类同胞去比试，千万不要和女神争高低。」
阿拉克涅停下了纺织，怒视着老婆婆。
“你這老糊塗蟲，老的都快走不動了，你是活得不耐煩了吧。”她说“你要是有女兒、兒媳婦的話去跟他們說。我不怕那位女神，如果她敢的话，就让她显示一下她的本领吧”。
她来了，密涅瓦说完就现出真身，阿拉克涅看著女神，她的自信已經發展到頑固的地步，在好勝的心情下她奔向自己的滅亡。密涅瓦再三劝告忍让，阿拉克涅全当成了耳邊风。密涅瓦也不再勸告她。
比赛緊接著展開，两人各就其位并把织物接到了桁架上，這一人一神以驚人的速度編織著，她们的巧手飞速地在跳動着，而比赛带来的兴奋也使她们感受不到疲憊。
密涅瓦在她的织物上织出了她与海神涅普顿竞赛的场面。画面上有十二位天神出场。朱庇特威风凛凛地坐在当中。海的统治者执他那把三叉戟，好像刚刚撞击过地球，一匹马正从地面跃了出来。密涅瓦把自己描绘成带着头盔，用盾牌护住自己胸部。这是图案的中心圈。图案的四角是一些神由于一些狂妄自大的凡人无视他们的权威而生气的情景；这是用来警告她的对手，警告著她及时放弃这场比赛。
阿拉克涅则故意地在自己的图案中织出了神祗们的风流秘事。一个场面是描述勒达与一只天鹅交配，那天鹅实际上是朱庇特的化身；另一幅描述了达那厄被她父亲关在一座铜塔里，而主神朱庇特却变成一阵金雨浇进了铜塔。再一幅是描写欧罗巴如何被化身公牛的朱庇特所诱惑。
阿拉克涅在密涅瓦的面前，活灵活现地织出一幅幅色情图案，表现出她的傲慢和对神的不敬。密涅瓦对她的侮辱感到愤怒。她將織物弄得粉碎，之后用梭子打了阿拉克涅的额头三四下。阿拉克涅忍受不了，就去上吊了。密涅瓦看到她悬挂在绳子上，动了恻隐之心。
“活下去吧”女神心中憐惜，將她解了下來。“有罪的女人，为了使你永远记住这个教训，你和你的子孙后代将永远吊着”。
她用橄榄汁向阿拉克涅洒去，她的头发轉眼間全部脱落，她的鼻子和耳朵也掉了，她的体型缩小了，她的头变得更小，手指紧贴身体两侧变成了脚，剩下的便是躯体，她从体内抽丝纺线，常常悬挂在那游丝上。